# .gi
.gi ist die länderspezifische Top-Level-Domain (ccTLD) für Gibraltar. Sie ist seit dem 5. Dezember 1995 und von Sapphire Networks verwaltet. Das Unternehmen tritt in der Öffentlichkeit als Gibraltar .GI Registry auf.

## Eigenschaften
Die Vergabekriterien sehen vor, dass natürliche und juristische Personen in Gibraltar sitzen müssen, um eine .gi-Adresse anzumelden. Domains können sowohl direkt unter .gi, als auch auf zweiter Ebene registriert werden. Es existieren folgende Second-Level-Domains:
- .com.gi und .ltd.gi für kommerzielle Unternehmen
- .edu.gi für Bildungseinrichtungen
- .gov.gi für Regierungseinrichtungen
- .mod.gi für das Verteidigungsministerium
- .org.gi für sonstige Organisationen

## Sonstiges
Vereinzelt gibt es Domains, die vor Einführung der geltenden Kriterien angemeldet wurden und daher weiterhin von Organisationen im Ausland genutzt werden: Beispielsweise ajuntament.gi für die Stadtverwaltung von Girona. Neben Sapphire Networks ist ebenfalls die Health Limited in Gibraltar ansässig. Das Unternehmen hat sich um die Einführung der neuen Top-Level-Domain .health beworben.